# Nitsch, Zipko
Nitsch, Zipko war ab Mitte der 1980er- bis Ende der 1990er-Jahre eine Künstlergruppe in Marchtrenk, bestehend aus den Künstlern Brigitte Nitsch (* 1964 in Vöcklabruck), Christian Nitsch (* 1960 in Wels) und Gerhard Zipko (* 1957 in Wels).

## Gründung
Ab 1986 trat die Gruppe über einen Zeitraum von mehr als zehn Jahren durch konsequente Zusammenarbeit bei Gemeinschaftsproduktionen und Projektbeteiligungen mit Schwerpunkt auf konzeptuelle Arbeiten und experimentellen Installation mit dem Medium Fotografie im In- und Ausland an die Öffentlichkeit. 1987 wurde sie zum 3. Internationalen Designerwettbewerb (Design Competition Osaka, Masuteru Aoba) nach Osaka eingeladen und 1989 erhielt sie den Talentförderungspreis des Landes Oberösterreich.

## Werke
- Bildserie KONSEQUENZEN, 1988/1989
- Bildserien KONSEQUENZ 57 und KONSEQUENZ 53, Kunstsammlung des Landes Oberösterreich
- Werkgruppe NATURAL WORKS, Botanischer Garten, Linz 2002

## Ausstellungsbeteiligungen
- Is it really you, Kunstsammlung des Landes Oberösterreich, 2013
- Lichtspuren, Lentos Kunstmuseum Linz, 2008
- Works 1992 – 1998, Galerie der Stadt Wels, 1998
- Linz － Bilder, Neue Galerie der Stadt Linz, Wolfgang-Gurlitt-Museum, 1990
- Fotoausstellung Nitsch/Zipko, Galerie März, 1990

## Publikationen
- Peter Baum, Brigitte Nitsch, Nitsch Christian, Gerhard Zipko: Nitsch, Zipko - Konsequenzen, Vöcklabruck 1989.